# Trn (Uroševac)
Pour les articles homonymes, voir Trn.
Tërn en albanais et Trn en serbe latin (en serbe cyrillique : Трн) est une localité du Kosovo située dans la commune/municipalité de Ferizaj/Uroševac, district de Ferizaj/Uroševac (Kosovo) ou district de Kosovo (Serbie). Selon le recensement kosovar de 2011, elle compte 1 138 habitants, dont une majorité d'Albanais.

## Démographie

### Évolution historique de la population dans la localité
| 1948 | 1953 | 1961 | 1971 | 1981 | 1991  | 2011  |
| ---- | ---- | ---- | ---- | ---- | ----- | ----- |
| 560  | 627  | 625  | 716  | 799  | 1 037 | 1 138 |

|  |